# Best of Both Worlds Concert
Best of Both Worlds Concert är det första livealbumet av den amerikanska sångerskan Miley Cyrus, inspelat 2007 under hennes Best of Both Worlds Tour. Den innehåller sju sånger som framförs av hennes karaktär, Hannah Montana, samt andra sju sånger som hon framför som sig själv, Miley Cyrus. Albumet topplacerades som #3 i USA.

## Marknadsföring
Albumets första singel, "Rock Star", släpptes i januari 2008 för att marknadsföra 3D-filmen. I februari 2008 visade även musikvideon albumets namn.

## Låtlista

### CD
| 1. | Rock Star                             | 3:35 |
| 2. | Life's What You Make It               | 3:14 |
| 3. | Just Like You                         | 3:20 |
| 4. | Nobody's Perfect                      | 3:33 |
| 5. | Pumpin' Up the Party                  | 3:11 |
| 6. | I Got Nerve                           | 3:10 |
| 7. | We Got the Party (med Jonas Brothers) | 4:18 |

| 8.  | Start All Over                               | 4:40 |
| 9.  | Good and Broken                              | 2:57 |
| 10. | See You Again                                | 3:42 |
| 11. | Let's Dance                                  | 3:26 |
| 12. | East Northumberland High                     | 3:52 |
| 13. | Girl's Night Out                             | 3:49 |
| 14. | The Best of Both Worlds (med Hannah Montana) | 3:27 |

### DVD
| 1. | Rock Star (Live från Salt Lake City)      | 3:30 |
| 2. | Start All Over (Live från Salt Lake City) | 4:22 |

| 3. | Hangin' with the Rock Star on Tour | 7:45 |
| 4. | Photo Slideshow of Tour            | 3:07 |

- Övrigt: I Malaysia, Hongkong och Filippinerna så var inte DVD:n inkluderad.

## Listplaceringar och försäljning
Vid slutet av 23 juli 2008 hade albumet sålt över 700 000 kopior globalt.
| Listat (2008)                    | Topplacering | Försäljning | Certifiering |
| -------------------------------- | ------------ | ----------- | ------------ |
| Australien (ARIA Charts)         | 15           | 35 000      | Guld         |
| Brasilien (Top 40 Albums Chart)  | 4            | 30 000      | Guld         |
| Kanada (Canadian Albums Chart)   | 3            | 40 000      | Guld         |
| Storbritannien (UK Albums Chart) | 29           |             |              |
| USA (Billboard 200)              | 3            | 500 000     | Guld         |

## Övrigt
- Tidigt in i filmen Hannah Montana: The Movie, under sången The Best of Both Worlds (2009 Movie Mix) så sjunger Hannah på samma scen som användes i Hannah Montana & Miley Cyrus: The Best of Both Worlds Concert.